# Tsumcorite
La tsumcorite est une espèce minérale constituée d'un arséniate de plomb, de fer et de zinc hydraté de formule : Pb (Zn,Fe3+)2 (AsO4)2·(H2O,OH)2 

## Historique de la description et appellations

### Étymologie
Le nom du minéral fait référence à l'entreprise exploitante Tsumeb corporation du premier gisement connu dans la localité de Tsumeb en Namibie. Le minéral a été découvert en 1971.

### Topotype
- Mine de Tsumeb, Namibie

### Gîtologie et minéraux semblables
Les cristaux courts prismatiques du minéral ne permettent de le différencier que très difficilement des autres minéraux du gisement.
- Mimétite

### Gisements producteurs de spécimens remarquables
- Tsumeb, Namibie